# Gamme altérée
En jazz, la gamme altérée est une échelle musicale de sept sons (heptatonique). La gamme altérée est construite sur le septième mode de la gamme mélodique mineure ascendante.

## Caractéristiques
Dans une acception plus générale, une gamme est dite altérée lorsqu'elle comporte des degrés altérés. Dans l'improvisation mélodique, la gamme altérée est utilisée pour exprimer une « tension », notamment sur les accords ayant une fonction de « dominante ».
Les altérations disponibles seront donc : b9, #9, b5 (ou #11) , #5 (ou b13). Le quatrième degré de la gamme (b4) prend fonction de tierce majeure (4 demi-tons de la tonique).